# وایسنفلس (ناحیه)
وایسنفلس (به آلمانی: Landkreis Weißenfels) یک ناحیه در آلمان است که در زاکسن-آنهالت واقع شده‌است. وایسنفلس  ۷۴٬۹۱۳ نفر جمعیت دارد.